# Christoph Gottschalch
Christoph Gottschalch (* 1969 in Hamburg) ist ein deutscher Schauspieler, Regisseur und Autor.

## Leben
Christoph Gottschalch absolvierte nach dem Abitur die Schauspielausbildung am Bühnenstudio der Darstellenden Künste und spielte im Anschluss u. a. am Hamburger Theater in der Basilika und an der Berliner Tribüne. Seine Fernseharbeit begann 1997 mit einer Hauptrolle in der zwölfteiligen SAT-1-Comedyserie „Wir vom Revier“ (Regie Friedrich Schaller und Klaudi Fröhlich).
Seine erste Theaterregie folgte 1998 mit Curt-Goetz-Einaktern für die Nordhessische Landesbühne. Mehr als 30 Inszenierungen schlossen sich an, so u. a. für das Nordharzer Städtebund-Theater, das Waldau-Theater Bremen, das Boulevard Münster und die Städtischen Bühnen Lahnstein. Seit 1999 war er ständiger Gast als Schauspieler und Regisseur bei der Compagnie de Comédie Rostock, wo er auch für die Bühne zu schreiben begann. Hier ist er zeitweilig auch als Jurymitglied tätig bei der jährlichen Verleihung des Kabarettpreises Der Rostocker Koggenzieher.
Außerdem spielte er in Kinofilmen wie in „Kahlschlag“ von Max Gleschinski und mit einer Hauptrolle in „Effigie – das Gift und die Stadt“ (Regie Udo Flohr).
Gottschalch ist freiberuflich tätig und lebt in Hamburg.

## Filmografie (Auswahl)

### Fernsehen
- 1997: Wir vom Revier (Sat 1)
- 1998: Von Fall zu Fall (ZDF)
- 1999: Salto Kommunale (ZDF)
- 1999: Rettungsflieger (NDR)
- 1999: Alphateam (SAT 1)
- 1999: Evelyn Hamanns Geschichten aus dem Leben (ZDF)
- 2000: Bronski & Bernstein (NDR)
- 2001: Affaire Semmeling (ZDF)[9]
- 2002: Streit um Drei (ZDF)
- 2003: Beutolomäus (KiKa)
- 2004: Jetzt erst Recht (ZDF)
- 2004: Stubbe – Von Fall zu Fall: Tödliches Schweigen
- 2005: Küstenwache (ZDF)
- 2006: Hallo Robbi (NDR)
- 2012: Rote Rosen (NDR)
- 2012: Geschichte Mitteldeutschlands: Reinhard Gehlen (MDR)
- 2013: Geschichte Mitteldeutschlands: Roland Freisler (MDR)[10]
- 2015: Mein Sohn Jerôme (ARD)
- 2018: Soko Wismar (ZDF)[11]

### Kino
- 2018: Kahlschlag
- 2019: Effigie – Das Gift und die Stadt

## Theater (Auswahl)
- 1996: Loriots Dramatische Werke, Regie: Andreas Kaufmann, Theater in der Basilika Hamburg
- 1996: Nur eine Scheibe Brot, Regie: Gunnar Dressler, Theater in der Basilika Hamburg
- 1996: Spiel’s nochmal, Sam, Regie: Gunnar Dressler, Theater in der Basilika Hamburg
- 1998: Die lustigen Weiber von Windsor, Regie: Andreas Kaufmann, Theater in der Basilika Hamburg
- 2000: Claire Waldoff – Ein Leben, Regie: Cusch Jung, Tribüne Berlin[3]
- 2001: Adam und Eva, Regie: Markus Dietze, Compagnie de Comédie Rostock
- 2004: Robinson lernt tanzen, Regie: Peter Grünig, freie Produktion
- 2009: Pension Schöller, Regie: Holger Schulze, Darß-Festspiele Born
- 2010: Der Raub der Sabinerinnen, Regie: Wolf-Dieter Panse, Darß-Festspiele Born
- 2010: Shakespeares sämtliche Werke, leicht gekürzt, Regie: Manfred Gorr, Compagnie de Comédie Rostock[12]
- 2011: Ben Hur, Regie: Manfred Gorr, Compagnie de Comédie Rostock[13]
- 2011: Das Weiße Rössl, Regie: Holger Schulze, Rollen: Sigismund und Kaiser, Darß-Festspiele Born
- 2012: Sanddorn und Gomorrha, Regie: Holger Schulze, Rollen: Knecht Stotter und Pastor, Darß-Festspiele Born
- 2013: Don Juan, Regie: Manfred Gorr, Rolle: Sganarell, Compagnie de Comédie Rostock[14]
- 2014. Verlorene Liebesmüh, Regie: Manfred Gorr, Rollen: König / Katharina, Compagnie de Comédie Rostock
- 2014: Sexy Laundry, Regie: Reiner Heise, Rolle: Henry, Compagnie de Comédie Rostock[14]
- 2015: Wir lieben und wissen nichts, Regie: Reiner Heise, Rolle: Roman, Compagnie de Comédie Rostock[15]
- 2015: Komödie der Irrungen, Regie: Manfred Gorr, Rolle: Dromio, Compagnie de Comédie Rostock
- 2016: Goethes sämtliche Werke, leicht gekürzt, Regie: Manfred Gorr, Compagnie de Comédie Rostock[14][16]
- 2017: Unsere Frauen, Regie: Erik Voss, Theater Combinale Lübeck[17]
- 2017: Hamlet, Regie: Manfred Gorr, Rollen: Gertrud, Polonius, Rosenkrantz, Compagnie de Comédie Rostock
- 2019: Viagra, Regie: Fabian Ranglack, Rolle: Walther, Compagnie de Comédie Rostock

## Regie (Auswahl)
- 1998: Curt-Goetz-Einakter, Nordhessische Landesbühne
- 1999: Loriots Dramatische Werke, Waldau-Theater Bremen
- 2000: Ein Phönix Zuviel, freie Produktion, Hamburg
- 2001: Karl Valentin-Programm, Nordharzer Städtebundtheater Quedlinburg/Halberstadt
- 2003: Für mich soll’s rote Rosen regnen, Hildegard-Knef-Abend, Compagnie de Comédie Rostock
- 2004: „Der Hund im Hirn“ und andere Miniaturen, Compagnie de Comédie Rostock
- 2005: Loriots Dramatische Werke, Boulevard Münster
- 2010: Heute Abend: Lola Blau, Städtische Bühnen Lahnstein
- 2011: Mr. Pilks Irrenhaus, Compagnie de Comédie Rostock[18]
- 2012: Lüdeckes Spott-Spitzen, Compagnie de Comédie Rostock[19]
- 2013: Sonny Boys, Compagnie de Comédie Rostock
- 2009:-17 das jährliche Weihnachtsmärchen, Compagnie de Comédie Rostock[20]
- 2018: Drei Männer im Schnee, Kulisse Bad Bentheim

## Autor (Auswahl)
- 2007: In 80 Takten um die Welt, Compagnie de Comédie Rostock
- 2011: Totgesagte leben kürzer (freie Produktion)
- 2012: Sanddorn und Gomorrha, Darß-Festspiele Born
- 2013: Backpflaumenballade, Compagnie de Comédie Rostock[21]
- 2014: Rotkäppchen, Compagnie de Comédie Rostock
- 2016: Backpflaumen II – Die Suche geht weiter, Compagnie de Comédie Rostock
- 2016: König Drosselbart, Compagnie de Comédie Rostock[22]
- 2017: Dornröschen, Compagnie de Comédie Rostock